# Канадзава, Сатоси
Сато́си Канадза́ва (англ. Satoshi Kanazawa, род. 16 ноября 1962 года) — британский психолог, специалист в области эволюционной психологии. В данное время проживает в Англии, работает в Лондонской школе экономики и политических наук, находясь на должности доцента (ридера). Является автором более чем 90 статей и работ в области психологии, социологии, экономики, биологии, антропологии. Также вел блог под названием «Scientific Fundamentalist» на веб-версии журнала Psychology Today и находился на должности пишущего редактора на веб-форуме Big Think до 2013 года. Индекс Хирша на 2015 год — 33; i-индекс на 2015 год — 51.

## Карьера и публицистическая деятельность
Параллельно своей исследовательской деятельности в области эволюционной психологии, в 2008 году начинал вести блог под названием «Scientific Fundamentalist» на веб-версии журнала Psychology Today, в котором и размещал свои некоторые статьи, которые часто вызывали возмущения общественности, оживленные дискуссии и являлись причинами написания различных статей с критикой в его адрес. Так, например, 18 мая 2011 года в английской газете The Guardian была напечатана статья с названием «С расистской чепухой Сатоси Канадзавы нельзя мириться» (англ. «Satoshi Kanazawa's racist nonsense should not be tolerated»), а на веб-форуме Big Think в 2012 году вышла в свет статья с названием «Плохая наука Сатоси Канадзавы» («The bad science of Satoshi Kanazawa»). Сам Канадзава в своей статье под названием «Если правда оскорбляет, то это наша работа — оскорбить» (англ. «If the truth offends, it’s our job to offend») указывал на то, что подобные волнения и нападки со стороны общественности происходят только потому, что существуют такие понятия, как политкорректность и цензура. В 2011 году в ответ на неоднозначные статьи Канадзавы редакция Psychology Today запретила ему публиковать статьи на своем ресурсе. Также Лондонская школа экономики и политических наук(LSE), в которой он работает, запретила ему публиковать не проходящих экспертных оценок статьи на 12 месяцев, а группа специалистов в эволюционной психологии заявила, что Сатоси Канадзава «не говорит за всех эволюционных психологов». В сентябре 2012 он был нанят блогом Big Think на должность пишущего редактора, на которой он проработал до 29 марта 2013. На сегодняшний день продолжает работать в Лондонской школе экономики и политических наук. Ведет микроблог в твиттере.

## Взгляды с точки зрения эволюционной психологии

### «Принцип саванны»
«Принцип саванны» сформулирован Канадзавой в его книге «Почему красивые люди имеют больше дочерей»(англ. «Why Beautiful People Have More Daughters»). Он заключается в том, что человек сформировался в африканской саванне и после выхода оттуда практически не эволюционировал. И именно поэтому многие люди испытывают социальные трудности, живя в современном индустриальном обществе. «Принцип саванны» был в основном принят исследователями положительно, хотя сама книга содержит множество важных спорных моментов. Также данный принцип был подробно раскрыт в статье под названием «Принцип Саванны»(англ. «The Savanna Principle»), опубликованной в журнале «Managerial and Decision Economics» 4 июня 2003 года.

### Интеллект
Большая часть статей Канадзавы посвящена объяснению причин различия уровней интеллектуального развития у людей разных полов, возрастов, рас, сексуальной ориентации и т. д.
Так, например, в статье «Интеллект и гомосексуальность» (англ. «Intelligence and homosexuality») в журнале «Journal of Biosocial Science» Канадзава утверждает, что более умные люди c большей вероятностью приобретут и поддержат эволюционно новые предпочтения и ценности, чем менее умные. А также, что более умные люди с большей вероятностью станут придерживаются гомосексуального поведения. В другой статье с названием «Почему красивые люди более умные» (англ. «Why beautiful people are more intelligent») в журнале Intelligence, Канадзава приходит к выводу, что красивые люди более умны, основываясь на 4 утверждениях: 1) более умные мужчины способны с большей вероятностью достигнуть более высокого статуса; 2) мужчины более высокого статуса с большей вероятностью будут обладать более красивыми женщинами; 3) интеллект передается по наследству; 4) красота передается по наследству; и если эти 4 предположения верны, то утверждение о том, что красивые люди более умны, оказывается логически истинным. Также объяснения различий в интеллектуальном развитии Канадзава дает в ряде статей, таких как: «Почему умные люди употребляют больше алкоголя» (англ. «Why Intelligent People Drink More Alcohol»), «Почему вегетарианцы умнее, чем мясоеды» (англ. «Why Vegetarians Are More Intelligent than Meat Eaters»), «Почему совы умнее, чем жаворонки» (англ. «Why Night Owls Are More Intelligent Than Morning Larks»), «Почему атеисты умнее, чем религиозные люди» (англ. «Why Atheists Are More Intelligent Than the Religious») и так далее.

### Преступность
В своих работах Канадзава приходит к выводу о том, что совершение преступлений мужчинами зависит не только от эволюционных факторов, но и в значительной степени от условий, в которых находится индивидуум. Он пишет: «наша теория объясняет только то, почему люди хотят совершить преступление, но не то, почему они собственно совершают его» так же он проводит параллель интенсивности криминального поведения с возрастом мужчин и говорит, что потребность в совершении преступлений быстро растет в подростковом возрасте и так же быстро падает в зрелом возрасте, и в дальнейшем остается на самом низком уровне весь остаток жизни. В статье «Почему продуктивность падает с возрастом: связи преступников и гениев» (англ. «Why productivity fades with age: The crime–genius connection») говорится о том, что ученые в большинстве случаев делают свои самые значимые открытия до 30 лет аналогично тому, как преступники совершают большинство преступлений в том же возрасте. И объясняется это потребностью конкурентоспособности у молодых особей в обществе (группе), а также тем, что потребность в конкурентоспособности «выключается» после вступления в брак и появления детей.

## Критика взглядов Канадзавы
Канадзава также утверждал, что высокий уровень IQ в большинстве регионов мира является залогом благополучия индивида, за исключением регионов Чёрной Африки, где благополучие в большей степени зависит от богатства, нежели от уровня IQ, объясняя это тем, что Чёрная Африка представляет собой «эволюционно привычную» среду обитания с меньшим давлением отбора по IQ, чем в других регионах. Джордж Элиссон в своем критическом отзыве относительно убеждений Канадзавы заявил, что это заключение было основано на «ошибочных предположениях, сомнительных данных, некорректном анализе и предвзятых интерпретациях».
Другое предположение Канадзавы в журнале Journal of Theoretical Biology о том, что у привлекательных людей на 26 % реже появляется потомство мужского пола. Подверглось критики со стороны американского статистика Эндрю Гельмана, который в своей статье «Of Beauty, Sex and Power» указал на неправильность расчетов процентного соотношения, которое составляло не 26 %, а только 8 %. Также Гельман утверждает, что анализ Канадзавы неубедительно показывает причинно-следственные связи из-за возможной эндогенности, так же как и из-за неясности интерпретации статистической значимости во множественных сравнениях.
Статья, вызвавшая наибольший всплеск эмоций общественности, была опубликована в блоге Канадзавы в журнале Psychology Today, под названием «Почему чернокожие женщины физически менее привлекательны, чем женщины других рас» (англ. «Why Are Black Women Less Physically Attractive Than Other Women»). Канадзава в своем анализе ссылался на Национальное Лонгитюдное Исследовании Здоровья Подростков. Однако последующий независимый критический анализ результатов показал, что в исследовании National Longitudinal Study of Adolescent разница в оценке привлекательности содержалась в трех из четырёх наборов данных, статистически достоверные расовые различия были только у более молодых женщин, и эти различия исчезали к началу их взрослой жизни. Канадзава также был раскритикован за то, что факторный анализ субъективных оценок привлекательности опрошенных, который он провел в своей работе, формирует объективную шкалу привлекательности. На английском новостном онлайн ресурсе International Business Times была опубликована статья «„Black women less attractive“ blogpost: Anger grows», в которой говорилось о том, что студенческий союз лондонского университета требуют увольнения Канадзавы. А на ресурсах Facebook и Change.org собраны петиции, подписанные двумя тысячами человек, требующих от Psychology Today «прекратить публиковать расистские и сексистские статьи». В ответ на это редакция Psychology Today удалила статью Канадзавы и запретила ему публиковать статьи на данном ресурсе. А Лондонская Школа Экономики заявила, что «Взгляды академика — это его собственные взгляды и не представляют LSE».
В дальнейшем Канадзава принес свои извинения директору Лондонской Школы Экономики Джудит Рис, сказав, что он «приносит искренне извинения за то, что его блог ударил по репутации учебного заведения» и «глубоко сожалеет» о «непреднамеренных последствиях» блога и признал, что «некоторые из (его) аргументов могли быть ошибочными и не подкрепленными имеющимися данными». В свою очередь администрация LSE запретила ему публиковать статьи, не прошедшие экспертных оценок в течение года.

## Мнения в защиту взглядов Канадзавы
В июне 2011 года, в защиту работ Канадзавы выступила международная группа из 23 учёных. Они опубликовали открытое письмо в Times Higher Education, где говорилось, что, несмотря на заявления критиков о том, что работы Канадзавы «плохие», он является автором более чем 70 статей в области психологии, социологии, биологии и медицины, которые успешно прошли рецензирование и получили положительные отзывы экспертов, и многие из этих статей были напечатаны в лучших научных журналах. Также в письме указывается на то, что Канадзава опубликовал несколько статей, где конструктивно отвечает на замечания критиков в адрес своих работ, и выражается общее мнение учёных о том, что критические замечания должны публиковаться именно в тех журналах, где были изданы работы, которые, по мнению критиков, ошибочны, но не в широкой прессе, где они не могут быть адекватно оценены.